# Râul Bârsa Tămașului
Râul Bârsa Tămașului este unul din brațele care formează râul Bârsa. 

## Hărți
- Harta Județului Brașov
- Harta Munților Piatra Craiului  Arhivat în 27 mai 2008, la Wayback Machine.